# Matilda (musical)
Matilda es un musical basado en la novela homónima de Roald Dahl, con canciones de Tim Minchin y libreto de Dennis Kelly. Su trama central gira en torno a Matilda Wormwood, una niña muy inteligente y con una gran afición a la lectura que es despreciada por sus propios padres. Cuando un día descubre por casualidad que posee poderes telequinéticos, Matilda decide utilizarlos para hacer el bien y ayudar a los que están en dificultades, pero también para castigar a las personas crueles y perversas como la despiadada Srta. Trunchbull.
Tras un periodo de prueba en Stratford, el espectáculo se estrenó en 2011 en el Cambridge Theatre del West End londinense, donde aún sigue representándose en la actualidad después de más de 5 000 funciones. En Broadway debutó en 2013 y se mantuvo en cartel durante casi cuatro años. Producido por la Royal Shakespeare Company, Matilda ha obtenido numerosos reconocimientos entre los que se incluyen siete premios Olivier, una cifra nunca antes alcanzada por ningún otro título, y cinco Tonys. En 2022 fue llevado a la gran pantalla bajo la dirección de Matthew Warchus.

## Sinopsis
Matilda Wormwood es una niña con un ingenio e inteligencia fuera de lo común. Sin haber comenzado el colegio ya lee de forma fluida y acumula toda clase de conocimientos, a pesar de que sus padres muestran un completo desinterés por ella y menosprecian su pasión por aprender. El único consuelo que le queda es acudir a diario a la biblioteca de la Sra. Phelps y pasar el tiempo contándole historias imaginarias. Cuando por fin empieza a asistir a la escuela, Matilda forja un vínculo muy especial con su profesora la Srta. Honey, una mujer cariñosa y sensible que sabe valorar la extraordinaria personalidad de la pequeña. Pero la vida en el colegio está lejos de ser fácil por culpa de la Srta. Trunchbull, la despótica directora del centro que odia a los niños y disfruta castigando a aquellos que no acatan sus estrictas normas. Un día Matilda averigua por casualidad que posee poderes telequinéticos que le permiten mover objetos con la mente. Cansada de los continuos abusos de la Srta. Trunchbull, Matilda decide utilizar su recién descubierta habilidad para enfrentarse a la temible directora y acabar de una vez por todas con su reinado de terror.

## Producciones
| Producción          | Teatro              | Fecha de estreno        | Fecha de cierre       | Funciones |
| Stratford           | Courtyard Theatre   | 9 de diciembre de 2010  | 30 de enero de 2011   |           |
| West End            | Cambridge Theatre   | 24 de noviembre de 2011 | En cartel             | > 5.000   |
| Broadway            | Shubert Theatre     | 11 de abril de 2013     | 1 de enero de 2017    | 1.554     |
| Gira en EE. UU.     | Varios              | 16 de mayo de 2015      | 25 de junio de 2017   |           |
| Gira en Reino Unido | Varios              | 5 de marzo de 2018      | 17 de agosto de 2019  |           |
| Madrid              | Nuevo Teatro Alcalá | 13 de octubre de 2022   | 18 de febrero de 2024 | > 500     |
| Buenos Aires        | Teatro Gran Rex     | 1 de junio de 2023      | 30 de julio de 2023   | > 100     |
| Buenos Aires        | Teatro Gran Rex     | 12 de enero de 2024     | 13 de febrero de 2024 | > 100     |

Otras producciones
Matilda se ha representado en países como Argentina, Australia, Brasil, Canadá, China, Corea del Sur, España, Estados Unidos, Filipinas, Irlanda, Italia, Japón, Noruega, Nueva Zelanda, Reino Unido, República Checa, República Dominicana, Singapur, Sudáfrica o Uruguay, y ha sido traducido a varios idiomas diferentes. En total ha sido visto por más de doce millones de espectadores en todo el mundo.

## Adaptación cinematográfica
En 2022, Matilda fue adaptado a la gran pantalla bajo la dirección de Matthew Warchus, responsable también de la versión teatral. Protagonizada por Alisha Weir como Matilda, Emma Thompson como Srta. Trunchbull, Lashana Lynch como Srta. Honey, Stephen Graham como Sr. Wormwood, Andrea Riseborough como Sra. Wormwood y Sindhu Vee como Sra. Phelps, la película tuvo un estreno limitado en cines antes de su lanzamiento en Netflix.

## Números musicales
| Acto I - «Miracle» - «Naughty» - «Story 1: Once Upon a Time» (a) - «School Song» - «Pathetic» - «The Hammer» - «Naughty (Reprise)» (a) (b) - «The Chokey Chant» (a) - «Loud» - «This Little Girl» - «Story 2: The Great Day Arrived» (a) - «Bruce» | Acto II - «Telly» - «When I Grow Up» - «Story 3: The Trick Started Well» (a) - «I'm So Clever» (a) (b) - «Story 4: I'm Here» - «The Smell of Rebellion» - «Quiet» - «My House» - «Chalk Writing» (a) - «Revolting Children» - «This Little Girl (Reprise)» (a) (b) - «Finale: When I Grow Up (Reprise)»/«Naughty (Reprise)» |

(a) Canción no incluida en el álbum grabado por el reparto original de Stratford
(b) Canción no incluida en el álbum grabado por el reparto original de Broadway

## Repartos originales
| Personaje        | Stratford (2010)                              | West End (2011)                                                  | Broadway (2013)                                        | Gira en EE. UU. (2015)                           | Gira en Reino Unido (2018)                             | Madrid (2022)                                                                                               | Buenos Aires (2023)                                |
| Matilda          | Adrianna Bertola Josie Griffiths Kerry Ingram | Cleo Demetriou Eleanor Worthington Cox Kerry Ingram Sophia Kiely | Sophia Gennusa Oona Laurence Bailey Ryon Milly Shapiro | Gabby Gutierrez Mia Sinclair Jenness Mabel Tyler | Annalise Bradbury Lara Cohen Poppy Jones Nicola Turner | Julia Awad Daniela Berezo Valentina Cachimbo Laura Centella Julieta Cruz Otilia M. Domínguez Rocío Zarraute | Catalina Picone Isabella Sorrentino Victoria Vidal |
| Srta. Trunchbull | Bertie Carvel                                 | Bertie Carvel                                                    | Bertie Carvel                                          | Bryce Ryness                                     | Craige Els                                             | Oriol Burés Daniel Orgaz                                                                                    | Agustín Aristarán                                  |
| Srta. Honey      | Lauren Ward                                   | Lauren Ward                                                      | Lauren Ward                                            | Jennifer Blood                                   | Carly Thoms                                            | Allende Blanco                                                                                              | Laurita Fernández                                  |
| Sr. Wormwood     | Paul Kaye                                     | Paul Kaye                                                        | Gabriel Ebert                                          | Quinn Mattfeld                                   | Sebastien Torkia                                       | Héctor Carballo                                                                                             | José María Listorti                                |
| Sra. Wormwood    | Josie Walker                                  | Josie Walker                                                     | Lesli Margherita                                       | Cassie Silva                                     | Rebecca Thornhill                                      | Mary Capel                                                                                                  | Fernanda Metilli                                   |
| Sra. Phelps      | Melanie La Barrie                             | Melanie La Barrie                                                | Karen Aldridge                                         | Ora Jones                                        | Michelle Chantelle Hopewell                            | Pepa Lucas                                                                                                  | Deborah Turza                                      |

Reemplazos destacados en Madrid
- Matilda: Irene Gallego, Paula Jerez, Sofía Jerez
- Sr. Wormwood: Antonio Gómez, Raúl Jiménez
- Sra. Phelps: Natalie Pinot

## Grabaciones
Hasta la fecha se han editado los álbumes interpretados por los elencos de Stratford, Broadway y Noruega, además de la banda sonora de la adaptación cinematográfica.

## Premios y nominaciones

### Producción original del West End
| Año  | Premio                         | Categoría                                 | Nominado                                                         | Resultado |
| ---- | ------------------------------ | ----------------------------------------- | ---------------------------------------------------------------- | --------- |
| 2011 | Critics' Circle Theatre Award  | Mejor musical                             | Mejor musical                                                    | Ganador   |
| 2011 | UK Theatre Award               | Mejor musical                             | Mejor musical                                                    | Ganador   |
| 2011 | UK Theatre Award               | Mejor intérprete                          | Bertie Carvel                                                    | Ganador   |
| 2011 | Evening Standard Theatre Award | Mejor musical                             | Mejor musical                                                    | Ganador   |
| 2011 | Evening Standard Theatre Award | Mejor actor                               | Bertie Carvel                                                    | Nominado  |
| 2011 | Evening Standard Theatre Award | Mejor dirección                           | Matthew Warchus                                                  | Nominado  |
| 2011 | British Composer Award         | Mejor obra de teatro                      | Tim Minchin                                                      | Nominado  |
| 2012 | Olivier Award                  | Mejor musical nuevo                       | Mejor musical nuevo                                              | Ganador   |
| 2012 | Olivier Award                  | Mejor actor en un musical                 | Bertie Carvel                                                    | Ganador   |
| 2012 | Olivier Award                  | Mejor actriz en un musical                | Cleo Demetriou Kerry Ingram Eleanor Worthington Cox Sophia Kiely | Ganadoras |
| 2012 | Olivier Award                  | Mejor intérprete de reparto en un musical | Paul Kaye                                                        | Nominado  |
| 2012 | Olivier Award                  | Mejor dirección                           | Matthew Warchus                                                  | Ganador   |
| 2012 | Olivier Award                  | Mejor coreografía                         | Peter Darling                                                    | Ganador   |
| 2012 | Olivier Award                  | Mejor diseño de escenografía              | Rob Howell                                                       | Ganador   |
| 2012 | Olivier Award                  | Mejor diseño de vestuario                 | Rob Howell                                                       | Nominado  |
| 2012 | Olivier Award                  | Mejor diseño de iluminación               | Hugh Vanstone                                                    | Nominado  |
| 2012 | Olivier Award                  | Mejor diseño de sonido                    | Simon Baker                                                      | Ganador   |

### Producción original de Broadway
| Año  | Premio                         | Categoría                                   | Nominado                                                  | Resultado |
| ---- | ------------------------------ | ------------------------------------------- | --------------------------------------------------------- | --------- |
| 2013 | Tony Award                     | Mejor musical                               | Mejor musical                                             | Nominado  |
| 2013 | Tony Award                     | Mejor libreto de un musical                 | Dennis Kelly                                              | Ganador   |
| 2013 | Tony Award                     | Mejor música original                       | Tim Minchin                                               | Nominado  |
| 2013 | Tony Award                     | Mejor actor en un musical                   | Bertie Carvel                                             | Nominado  |
| 2013 | Tony Award                     | Mejor actor de reparto en un musical        | Gabriel Ebert                                             | Ganador   |
| 2013 | Tony Award                     | Mejor actriz de reparto en un musical       | Lauren Ward                                               | Nominada  |
| 2013 | Tony Award                     | Mejor dirección en un musical               | Matthew Warchus                                           | Nominado  |
| 2013 | Tony Award                     | Mejor coreografía                           | Peter Darling                                             | Nominado  |
| 2013 | Tony Award                     | Mejores orquestaciones                      | Christopher Nightingale                                   | Nominado  |
| 2013 | Tony Award                     | Mejor diseño de escenografía en un musical  | Rob Howell                                                | Ganador   |
| 2013 | Tony Award                     | Mejor diseño de vestuario en un musical     | Rob Howell                                                | Nominado  |
| 2013 | Tony Award                     | Mejor diseño de iluminación en un musical   | Hugh Vanstone                                             | Ganador   |
| 2013 | Tony Award                     | Premio honorífico a la excelencia en teatro | Sophia Gennusa, Oona Laurence, Bailey Ryon, Milly Shapiro | Ganadoras |
| 2013 | Drama League Award             | Mejor producción de un musical              | Mejor producción de un musical                            | Nominado  |
| 2013 | Drama League Award             | Mejor intérprete                            | Bertie Carvel                                             | Nominado  |
| 2013 | Outer Critics Circle Award     | Mejor musical nuevo                         | Mejor musical nuevo                                       | Nominado  |
| 2013 | Outer Critics Circle Award     | Mejor libreto de un musical                 | Mejor libreto de un musical                               | Nominado  |
| 2013 | Outer Critics Circle Award     | Mejor coreografía                           | Peter Darling                                             | Nominado  |
| 2013 | Outer Critics Circle Award     | Mejor diseño de escenografía                | Rob Howell                                                | Ganador   |
| 2013 | Outer Critics Circle Award     | Mejor actor en un musical                   | Bertie Carvel                                             | Nominado  |
| 2013 | Drama Desk Award               | Mejor musical                               | Mejor musical                                             | Ganador   |
| 2013 | Drama Desk Award               | Mejor libreto de un musical                 | Dennis Kelly                                              | Ganador   |
| 2013 | Drama Desk Award               | Mejor actor de reparto en un musical        | Bertie Carvel                                             | Ganador   |
| 2013 | Drama Desk Award               | Mejor dirección en un musical               | Matthew Warchus                                           | Nominado  |
| 2013 | Drama Desk Award               | Mejor coreografía                           | Peter Darling                                             | Nominado  |
| 2013 | Drama Desk Award               | Mejores letras                              | Tim Minchin                                               | Ganador   |
| 2013 | Drama Desk Award               | Mejor diseño de escenografía                | Rob Howell                                                | Ganador   |
| 2013 | New York Drama Critics' Circle | Mejor musical                               | Mejor musical                                             | Ganador   |
| 2013 | Theatre World Award            | Theatre World Award                         | Bertie Carvel                                             | Ganador   |
| 2014 | Grammy Award                   | Mejor álbum de teatro musical               | Mejor álbum de teatro musical                             | Nominado  |

### Producción original de Madrid
| Año  | Premio                    | Categoría                                 | Nominado        | Resultado |
| ---- | ------------------------- | ----------------------------------------- | --------------- | --------- |
| 2023 | Premio Talía              | Mejor dirección musical de teatro musical | Gaby Goldman    | Nominado  |
| 2023 | Premio del Teatro Musical | Mejor musical                             | Mejor musical   | Nominado  |
| 2023 | Premio del Teatro Musical | Mejor dirección de escena                 | David Serrano   | Nominado  |
| 2023 | Premio del Teatro Musical | Mejor dirección musical                   | Gaby Goldman    | Ganador   |
| 2023 | Premio del Teatro Musical | Mejor coreografía                         | Toni Espinosa   | Nominado  |
| 2023 | Premio del Teatro Musical | Mejor diseño de sonido                    | Gastón Briski   | Nominado  |
| 2023 | Premio del Teatro Musical | Mejor caracterización                     | Chema Noci      | Nominado  |
| 2023 | Premio del Teatro Musical | Mejor figurinista                         | Antonio Belart  | Nominado  |
| 2023 | Premio del Teatro Musical | Mejor actor protagonista                  | Oriol Burés     | Ganador   |
| 2023 | Premio del Teatro Musical | Mejor actriz de reparto                   | Mary Capel      | Ganadora  |
| 2023 | Premio del Teatro Musical | Mejor actor de reparto                    | Héctor Carballo | Nominado  |
| 2023 | Premio del Teatro Musical | Interpretación destacada femenina         | Allende Blanco  | Ganadora  |